# Design Science License
Design Science License es una licencia copyleft para contenido libre, como texto, imágenes y música. La DSL fue escrita por Michael Stutz.
La página original de M. Stutz era dsl.org. Sin embargo, la página está caída. La Free Software Foundation dispone de una copia del texto original
- Datos: Q2352806
- Multimedia: DSL / Q2352806